# Municipio de Buckeye (Illinois)
El municipio de Buckeye (en inglés: Buckeye Township) es un municipio ubicado en el condado de Stephenson en el estado estadounidense de Illinois. En el año 2010 tenía una población de 1359 habitantes y una densidad poblacional de 14,53 personas por km².

## Geografía
El municipio de Buckeye se encuentra ubicado en las coordenadas 42°25′2″N 89°38′0″O / 42.41722, -89.63333. Según la Oficina del Censo de los Estados Unidos, el municipio tiene una superficie total de 93.52 km², de la cual 93,52 km² corresponden a tierra firme y (0 %) 0 km² es agua.

## Demografía
Según el censo de 2010, había 1359 personas residiendo en el municipio de Buckeye. La densidad de población era de 14,53 hab./km². De los 1359 habitantes, el municipio de Buckeye estaba compuesto por el 98,53 % blancos, el 0,15 % eran afroamericanos, el 0,07 % eran amerindios, el 0,29 % eran asiáticos, el 0,22 % eran de otras razas y el 0,74 % eran de una mezcla de razas. Del total de la población el 0,88 % eran hispanos o latinos de cualquier raza.